# ناتسوکی هانائه
ناتسوکی هانائه (花江 夏樹 Hanae Natsuki, زادهٔ ۲۶ ژوئن، ۱۹۹۱) صداپیشه اهل ژاپن است. وی از سال ۲۰۱۱ میلادی تاکنون مشغول فعالیت بوده است. از نقش‌های برجسته صداپیشگی او می‌توان به تانجیرو کامادو در شیطان کش: کیمتسو نو یائیبا، کانکی کن در توکیو غول، تاکومی آلدینی در جنگ غذاها: شوکوگکی نو سوما، کوسه آریما در دروغ آوریل تو، کورایی هوشیومی در هایکیو، وانیتاس در مطالعه موردی وانیتاس، هاروئیچی کومیناتو در آسی از الماس، شوئیچی کاگایا در گلیپنیر، و یورها مدل S شماره ۹ در نیئا: اتوماتا نسخه۱.۱ای اشاره کرد.